# イグナシ・ミケル
イグナシ・ミケル・ポンス（Ignasi Miquel Pons、1992年9月28日 - ）は、スペイン・バルセロナ出身のサッカー選手。セグンダ・ディビシオン・レバンテUD所属。ポジションはDF。

## 経歴
5歳のときよりFCバルセロナのカンテラ (ラ・マシア) に所属する。バルサ退団後はバレンシアCFなどのトライアルを受けるが、2008年の16歳の誕生日にアーセナルFCに入団した。
2011年8月20日、リヴァプールFC戦で、負傷したローラン・コシールニーと16分に交代したことでプレミアリーグデビューを飾った。
2016年7月1日、CDルーゴに加入した。
2017年12月7日、ラ・リーガのマラガCFに3年半契約で移籍。最下位に沈むチームの立て直しを期待され20試合に出場するも、チームは降格の憂き目にあった。
2018年8月4日、ヘタフェCFに4年契約で加入した。
2019年8月13日、ジローナFCへローン移籍。
2020年9月16日、CDレガネスへローン移籍。
2021年8月31日、セグンダ・ディビシオンに降格したSDウエスカへの1シーズンのレンタル移籍が発表された。
2022年7月26日、セグンダへと降格したグラナダCFにフリーで加入し、3年契約を結んだ。
2025年2月1日、レバンテUDに移籍した。

## タイトル

### クラブ
グラナダ
- セグンダ・ディビシオン : 1回 (2022-23)

### 代表
U-19スペイン代表
- UEFA U-19欧州選手権 : 1回 (2011)